# 掛榜清真寺
掛榜清真寺位於四川省米易縣白馬鎮田壩村（2004年前為掛榜鎮田壩村），文物遺址年代判定為清。1991年4月16日公佈為四川省第三批省級重點文物保護單位。
在各种场景下，挂榜清真寺又被称为望月楼清真寺、田坝清真寺、米易清真寺等。